# بروند سفلي (مقاطعة دالاهو)
بروند سفلي (بالفارسية: بروند سفلی) هي قرية تقع في كرمانشاه في إيران. يقدر عدد سكانها بـ 362 نسمة .